# Bluffton (Indiana)
Bluffton – miasto w Stanach Zjednoczonych, w stanie Indiana, w hrabstwie Wells.